# Яковлевка (Лозовский район)
Яковлевка (укр. Яковлівка) — село,
Яковлевский сельский совет,
Лозовский район,
Харьковская область, Украина.
Код КОАТУУ — 6323988501. Население по переписи 2001 года составляет 696 (321/375 м/ж) человек.
Является административным центром Яковлевского сельского совета, в который, кроме того, входят сёла
Веселое,
Отдыхное,
Сергеевка,
Степановка и
посёлок Нижняя Краснопавловка.

## Географическое положение
Село Яковлевка находится на расстоянии в 2 км от Канала Днепр — Донбасс.
К селу примыкает село Отдыхное.
По селу протекает пересыхающий ручей с запрудами.
Рядом проходят автомобильные дороги Т-2107 и Т-2109.
В 2-х км находится железнодорожная станция Отдых.

## История
- 1922 — дата основания.

## Экономика
- Птице-товарная ферма.
- «Яковлевская», агрофирма, ООО.